# Нірджа Бганот
Нірджа Бганот (гінді नीरजा भनोट, пенджаб. ਨੀਰਜਾ ਭਨੋਟ, англ. Neerja Bhanot; 7 вересня 1963 — 5 вересня 1986) — індійська стюардеса авіакомпанії Pan American World Airways, яка під час захоплення літака терористами 5 вересня 1986 року у пакистанському Карачі, врятувала життя більшості пасажирів, але загинула сама.

## Життєпис

### Юність
Нірджа народилися 7 вересня 1963 року у місті Чандігарх у пенджабській сім'ї. Батько, Харіш Бганот, працював журналістом. Сім'я переїхала у Мумбаї (тоді називався Бомбей), де Нірджа закінчила середню школу. У Мумбаї деякий час працювала моделлю. Модельна кар'єра почалась із 16 років.

### Робота
У 1985 році Нірджа Бганот проходить відбір на посаду стюардеси на рейси з Франкфурта до Індії. Після відбору, вчиться деякий час на стюардесу у Маямі. Паралельно з роботою в авіакомпанії вона працює моделлю.

### Захоплення літака
Бганот була старшим бортпровідником на рейсі Pan Am Flight 73, що вилетів із Мумбаї 5 вересня 1986 року. Під час проміжної посадки в аеропорту Карачі у Пакистані, літак був захоплений чотирма озброєними людьми. На борту перебували 361 пасажир і 19 членів екіпажу. Терористи мали на меті летіти на Кіпр з метою звільнення палестинських ув'язнених на Кіпрі. Бганот встигла попередити екіпаж про захоплення, поки літак перебував на злітній смузі. Три члени кабіни екіпажу — пілот, другий пілот і бортінженер, покинули літак через підвісний люк кабіни. Як старший із членів екіпажу, Бганот взяла на себе відповідальність за ситуацію у літаку.
Терористи належали до Організації Абу Нідаля, що фінансувалась Лівією та виступала проти США. У перші ж хвилини захоплення вони визначили громадянина США, вивели його до виходу та розстріляли, викинувши тіло на асфальт. Далі, вони доручили Нірджі Бганот зібрати паспорти пасажирів, щоб ідентифікувати усіх американців. Вона та інші стюардеси сховали паспорти 41 американців на борту; деякі під сидінням, а решта у сміттєпроводі.
Через 17 годин після захоплення, у літаку почалася стрілянина та вибухи. Бганот відкрила аварійні двері та допомогла пасажирам покинути борт. Терористи, побачивши, що заручники втікають, відкрили вогонь у бік аварійного виходу. Нірджа отримала поранення, прикриваючи собою трьох дітей. Нірджа Бганот змогла втекти з літака, але по дорозі в лікарню померла. Загалом у теракті загинуло 22 осіб. Із 41 американця загинули лише троє. Якби не самовіддані дії Бганот, жертв було б набагато більше.

## Вшанування
Уряд Індії посмертно нагородив Нірджу Бганот за її хоробрість медаллю Ашока Чакра, найвищою військовою нагородою Індії за хоробрість у мирний час. Вона є наймолодшим одержувачем і першою жінкою одержувачем цієї нагороди. У 2004 році Поштова служба Індії випустила марку на її пам'ять.
Сім'я Бганот за страхові платежі від авіакомпанії Pan Am у 1990 році заснувала премію імені Нірджі Бганот. Одна премія присуджується індійським жінкам, що борються із різними проявами дискримінації в Індії, інша пілотам та членам екіпажу, що виконують свій обов'язок в екстремальних ситуаціях. Розмір премії еквівалентний $2000.
У 2005 році Бганот посмертно нагородили премією Justice for Crimes Award, яку вручає Генеральний прокурор США. Нагороду отримав її брат Аніш у Вашингтоні у рамках щорічного Annual Crime Rights Week. У 2006 році Нірджа Бганот і ще 73 працівники Pan Am отримали Спеціальну нагороду за хоробрість від Міністерства юстиції США.
2 липня 2016 року була вручена премія Bharat Gaurav Award на церемонії, що відбулася в Палаті громад парламенту Великої Британії, в Лондоні, Англія.
У 2016 році на екрани вийшов індійський драматичний фільм «Neerja». У центрі сюжету фільму — останній рейс Нірджі Бганот, її зіграла Сонам Капур.